# Zöld verébpapagáj
A zöld verébpapagáj (Forpus passerinus), korábban zöldszárnyú verébpapagáj, a madarak osztályának papagájalakúak (Psittaciformes) rendjébe és a papagájfélék (Psittacidae) családjába tartozó faj.

## Előfordulása
Brazília, Guyana, Francia Guyana, Kolumbia, Suriname, Venezuela területén honos.
Betelepítették Jamaica, Barbados, Trinidad és Tobago és Curaçao szigeteire is.

## Alfajai
- Forpus passerinus cyanochlorus (Schlegel, 1864)
- Forpus passerinus cyanophanes (Todd, 1915)
- Forpus passerinus deliciosus (Ridgway, 1888)
- Forpus passerinus passerinus (Linnaeus, 1758)
- Forpus passerinus viridissimus (Lafresnaye, 1848)

## Megjelenése
Testhossza 12 centiméter, testtömege 20-28 gramm. Tollazata sárgás-zöldes.
|  |